# Tauerntunnel
De Tauerntunnel is een verkeerstunnel onder de Niedere Tauern in Oostenrijk. De tunnel, bij bouw bestaande uit één buis (inmiddels twee buizen), werd in 1975 in gebruik genomen. De tunnel heeft een lengte van 6.401 meter en is een van de meest gebruikte tunnels van Oostenrijk. De tunnel ligt op het hoogste punt van de Tauern Autobahn: 1340 m. In het voorjaar van 2006 is men begonnen met de bouw van een tweede tunnelbuis. De tweede tunnelbuis is op 30 april 2010 in gebruik genomen. Voor het gebruik is tol verschuldigd. De Tauerntunnel vormt naast de Brennerpas de enige passage over (of onder) de hoofdkam van de Alpen waar de autosnelweg over 2x2 rijstroken beschikt. De Tauerntunnel is de op een na  hoogste autosnelweg van de Alpen, na de A13 over de Brennerpas (1375 m).
De ingang aan de noordzijde ligt bij de plaats Flachauwinkl, de ingang aan de zuidzijde ligt bij Zederhaus.
In 2004 bedroeg het gemiddelde verkeer 17.000 voertuigen per dag, een kwart daarvan waren vrachtwagens (4.353).

## Spoortunnel
Dezelfde bergketen wordt doorboord door de Tauernspoortunnel.

## Tunnelbrand
Op 29 mei 1999 vond in de Tauerntunnel een rampzalige brand plaats die twaalf mensen het leven kostte. Aanleiding was een kettingbotsing om 5.00 uur 's ochtends, waarbij zestig voertuigen betrokken waren. Een vrachtwagen reed op een in de tunnel stilstaande auto in.
Experts hebben vastgesteld dat acht mensen door de kracht van de aanrijding om het leven zijn gekomen. De brand volgend op de botsing kostte aan vier mensen het leven.
De tunnel werd gedurende een drie maanden durende sluiting hersteld. Hierbij werden verbeteringen aangebracht aan de signalering en de ventilatie.
Branden in de Tauerntunnel kwamen sindsdien nog meerdere malen voor, zoals op 10 januari 2000, 24 december 2001, 18 januari 2002 en 11 oktober 2008. Bij deze branden vielen echter geen slachtoffers.